# Крапивный суп
Крапивный суп — овощной суп, приготовленный из крапивы в качестве одного из основных ингредиентов. Его едят обычно весной и в начале лета, когда можно собрать молодые побеги крапивы. Рецепты супов из крапивы существуют во многих национальных кухнях: фактически везде, где она произрастает.

## История
Крапивное рагу употребляли в пищу жители Британии ещё в бронзовом веке, 3000 лет назад. Листья и побеги молодой крапивы двудомной в средневековой Европе использовались в медицине, прежде всего как мочегонное средство, для лечения боли в суставах и артрита, диабета, угрей, анемии, сенной лихорадки, а также для очистки крови.
Различные индейские племена веками использовали крапиву. Лакота использовали корень от боли в животе, оджибве тушёные листья использовали для лечения кожных заболеваний и для борьбы с дизентерией, потаватоми использовали корни для снижения температуры, а виннебаго — при симптомах аллергии.
Крапива двудомная, как известно, имеет высокую питательную ценность, она содержит кальций, магний, железо и витамины А и В. Одним из простых способов употребления крапивы является суп или чай, потому что кипяток дезактивирует жалящие свойства крапивы.

## Региональные варианты

### Финляндия
Одно из традиционных местных блюд — крапива и рыбный суп в средневековом финском городке Порвоо.

### Швеция
Типичный шведский рецепт крапивного супа (nässelsoppa) включает сначала бланширование крапивы, а затем процеживание её от жидкости. Затем жидкость снова процеживают, чтобы удалить с нее грязь. Готовится соус ру из масла и муки, в который наливается «крапивная вода» (от бланшированной крапивы). Крапиву измельчают или пюрируют, вместе с другими ингредиентами: зелёный лук (или черемшу, чеснок), кервель, укроп. Затем нарезанную или протёртую крапиву и зелень опускают в крапивную воду, доводят до кипения и оставляют кипеть на несколько минут. Суп обычно подают с нарезанными вареными яйцами или крем-фреш, а иногда и с яйцом пашот.

### Северная Америка
Рецепт супа из крапивы и тыквы коренных американцев, согласно Северо-западному индейскому колледжу, состоит из крапивы, тыквенных семечек, бульона, чеснока, лука и масла. Тыкву разрезают, очищают от семян и обжаривают. В отдельной кастрюле обжаривают лук и чеснок до полупрозрачности, а затем добавляют тыкву и крапиву (приготовленную или свежую). Всё вместе они готовятся в кастрюле в течение 20 минут, затем измельчаются в блендере.

### Иран
Cуществует рецепт супа из крапивы из провинции Мазендеран в Иране. Вариации рецептов этого супа включают крапиву, чеснок, лук, нут, куркуму, рис, чечевицу, зелень, масло и гранатовую пасту либо гранатовую патоку. Необязательные ингредиенты: другие виды бобовых, свекла, мускатная тыква, другие виды зелени (местные травы северного Ирана золанг и анаридже, шпинат, персидский лук-порей, кинза) . Вода, в которой варят крапиву (для приготовления супа), сохраняется и используется как чай для питья в лечебных целях.

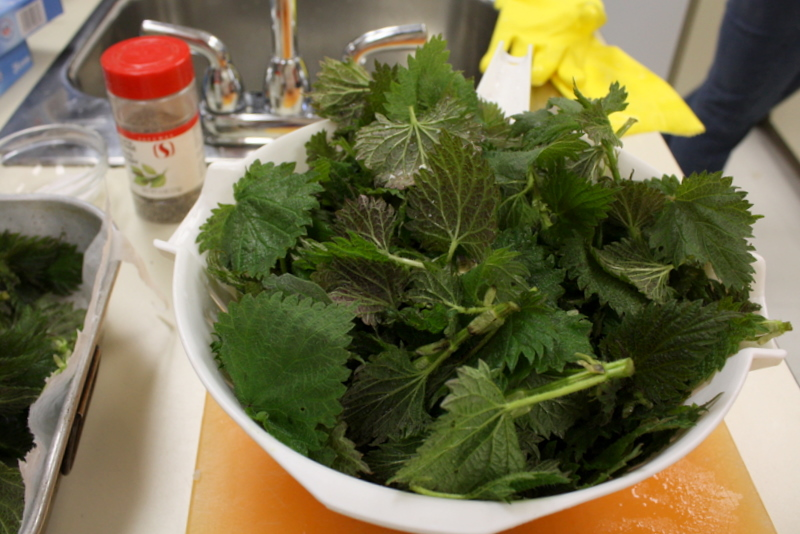
Листья крапивы перед приготовлением

### Ирландия
Ирландский крапивный суп готовится на бульоне, кроме крапивы в него кладут картофель, сливки, лук-порей, лук, масло. Обычно крапивный суп в традиционной ирландской культуре употребляется в конце весны (апрель и май) для очищения крови, уменьшения высыпаний, против ревматизма и добавляет витамины в рацион.

### Понтийские греки
Понтийские греки, проживающие на северо-востоке Малой Азии, на побережье Чёрного моря, делают суп из крапивы с лук-пореем, репчатым луком, булгуром, чесноком и острым перцем. На понтийском языке этот суп называется кинтеата (κιντέατα); оно происходит от древнегреческого существительного knidi (κνίδη), что означает «зуд». Кинтеата был особенно популярен среди понтийских греков во время религиозных постов .

### Украина
Украинский зелёный борщ может быть приготовлен с крапивой: вместе со щавелем или вместо него. Суп может быть вегетарианским или на мясном бульоне, подаётся с нарезанным вареным яйцом и сметаной. Обычно его готовят из свежей крапивы в конце весны.

### Россия
Традиционный для русской кухни суп — щи — весной варили из первой весенней зелени, в том числе из щавеля и крапивы. Такие щи назывались «зелёными».